# Eri Kiribuči
Eri Kiribuči (japonsky 桐渕 絵理; * 22. listopadu 1988, Tokio, Japonsko) je bývalá japonská hokejová brankářka a reprezentantka, která odehrála dvě sezóny za KJT Hockey ve Finsku.

## Hokejová kariéra
Na Zimních olympijských hrách v Naganu v roce 1998, kde mužský hokejový tým České republiky získal zlatou medaili, se Eri Kiribuči poprvé setkala s touto sportovní disciplínou. Silný prožitek ji nadchl natolik, že požádala rodiče o podporu na vlastní cestě k hokeji. V roce 2000, kdy ji bylo 12 let, se spolu se svým otcem a starším bratrem Jutem přestěhovala do Prahy. V roce 2001 za nimi přiletěli také matka a mladší sestra Nozomi.  S organizovaným hokejem začínala se sourozenci v klubu HC Kobra Praha. Po skončení studia na gymnáziu se zapsala na Univerzitu Bemidji v Minnesotě, odkud pokračovala na kanadskou Carleton University, která hraje v organizaci CIS, sdružující nejlepší univerzitní sportovní soutěže v Kanadě. Po dostudování v roce 2014 odešla na dvě sezóny do finské ženské nejvyšší soutěže, kde hrála za KJT Hockey a nastupovala proti Nozomi, která hrála za KalPa. Hrála také za HC 2001 Kladno v české druhé nejvyšší lize.
Kromě japonštiny umí česky a anglicky, po návratu do Japonska v roce 2017 začala k hokeji vyučovat angličtinu. V domácí lize hrála s nadějí, že po turnaji v roce 2009 zopakuje účast na mistrovství světa, za Hachinohe Red's. V roce 2019 byla u příležitosti nadcházejícího stého výročí navázání diplomatických vztahů mezi Českem, respektive Československem, a Japonskem českým velvyslanectvím jmenována „vyslankyní přátelství.“